# Harald Aumeier
Harald Aumeier (* 19. Juli 1952) ist ein ehemaliger deutscher Fußballspieler. Er gehörte zur Stammbesetzung des 1. FC Schweinfurt 05, u. a. in der 1974 neu geschaffenen 2. Bundesliga. In den Spielzeiten 1977/78 und 1978/79 absolvierte er 12 Spiele für Eintracht Braunschweig in der Fußball-Bundesliga. Insgesamt kam er 209 Mal für verschiedene Vereine zum Einsatz, wobei er 65 Tore erzielte.

## Laufbahn
Der Sohn des 320-fachen Oberliga-Süd-Spielers Erwin Aumeier machte die ersten fußballerischen Schritte beim FC Geldersheim. Am letzten Spieltag der Saison 1970/71, den 16. Mai 1971, brachte Trainer Jenő Vincze den talentierten Techniker erstmals in der damals zweitklassigen Fußball-Regionalliga Süd im Angriff des 1. FC Schweinfurt 05 zum Einsatz. Beim 3:1-Auswärtserfolg gegen ESV Ingolstadt spielte er an der Seite von Willi Drozdek (32-14), Manfred Brunner (37-3) und Klaus Nahlik (34-20). Die letzten drei Runden der alten zweitklassigen Regionalliga gehörte Harald Aumeier der Stammbesetzung von Schweinfurt an. Im letzten Jahr, 1973/74, belegte die Nullfünfer den 15. Rang. Sie waren damit für die neue 2. Fußball-Bundesliga zur Saison 1974/75 qualifiziert. In der Rückrunde hatte der ehemalige Oberligaakteur Walter Lang im Februar 1974 den glücklosen Trainer Fritz Schollmeyer abgelöst. Insgesamt wird Aumeier mit 76 Ligaeinsätzen und neun Toren in der Regionalliga Süd von 1970 bis 1974 geführt.
Im Debütjahr des neuen Bundesligaunterbaus, 1974/75, erlebten Schweinfurt und Harald Aumeier unter Trainer István Sztani einen deutlichen Leistungsaufschwung. Mit der Mittelfeldstammbesetzung Horst Raubold, Willi Rodekurth und Aumeier, sowie dem Dreierangriff mit Rainer Skrotzki (27-6), Werner Seubert (28-16) und Lothar Emmerich (30-16) belegte Schweinfurt punktgleich mit dem Vizemeister FK Pirmasens den dritten Rang. Aumeier hatte sich nicht nur als ausgezeichneter Passgeber und Kombinationsfußballer erwiesen, mit seinen 15 Treffern bewies er auch für einen Mittelfeldspieler, eine ausgezeichnete Torgefährlichkeit. In der folgenden Runde, 1975/76, stieg Schweinfurt als 18. in das Amateurlage ab. Unter den Trainern Peter Velhorn (7/75-2/76) und Gunther Baumann (2/76-6/76) absolvierte Aumeier 36 Spiele und erzielte acht Tore. Nach dem Abstieg schloss er sich zur Saison 1976/77 dem Ligakonkurrente FC Augsburg an. Unter den Trainern Gerd Menne (bis 10/76) und Max Merkel (10/76-6/77) belegte er an der Seite von Mitspielern wie Georg Beichle, Willi Hoffmann und Edgar Schneider mit der Elf aus dem Rosenaustadion den neunten Rang. In 38 Spielen hatte er 16 Tore erzielt und damit erneut seine Klasse in der 2. Bundesliga unter Beweis gestellt.
Unter Merkel-Nachfolger Werner Olk ging der Zug 1977/78 nicht mehr in Richtung vordere Tabellenhälfte; Aumeier nahm deshalb in der Winterwechselperiode nach 17 Spielen mit drei Toren aus Augsburg Abschied und wechselte nach Niedersachsen, zu Eintracht Braunschweig in die Fußball-Bundesliga. Dort waren aber die Meisterschaftsträume mit dem Spanienheimkehrer Paul Breitner nicht Realität geworden, zudem war die Elf von Trainer Branko Zebec durch den Wechsel von Torjäger Wolfgang Frank zu Borussia Dortmund geschwächt. Am 14. Januar 1978 debütierte Aumeier als Einwechselspieler ab der 46. Minute für Peter Lübeke, beim Auswärtsspiel gegen Fortuna Düsseldorf, in der Bundesliga. Den Durchbruch schaffte er aber auch in der Saison 1978/79 unter Zebec-Nachfolger Werner Olk nicht. Nach insgesamt zwölf Bundesligaeinsätzen für Braunschweig schloss er sich zur Saison 1979/80 dem Rückkehrer aus der Amateur-Oberliga Südwest in die 2. Bundesliga, Röchling Völklingen aus dem Saarland an.
Bei den Rot-Schwarzen aus Völklingen war die finanzielle Voraussetzung für die 2. Bundesliga im Grunde nicht vorhanden. Mit Aufstiegstrainer Claus Schygulla ging man in die Runde, abgelöst wurde er im Oktober 1979 von Gerhard Pfeifer, für den wiederum ab Februar 1980 das Trainergespann Hagen Presser und Hans-Werner Kremer die Runde zu Ende führte. Mit 22:58 Punkten beendete Völklingen auf dem 20. Platz die Runde und stieg in das Amateurlager ab. Aumeier hatte in 22 Einsätzen sieben Tore an der Seite von Harald Diener und Walter Spohr erzielt. Zur letzten Saison der 2. Bundesliga in zwei Staffeln, 1980/81, nahm er das Angebot der Blau-Weiß-Schwarzen aus dem Moselstadion an und wechselte zu Eintracht Trier. Mit Trainer Werner Kern und den Mitspielern Alfred Wahlen, Gerd Fink, Erwin Hermandung, Franz Michelberger und Torjäger Lothar Leiendecker (19 Tore) platzierten sich Aumeier und Kollegen auf den 8. Rang in der Südstaffel. Eine deutliche Verbesserung gegenüber dem 15. Rang des Vorjahres; durch die Einführung der eingleisigen 2. Bundesliga zur Saison 1981/82, reichte es Trier aber nach dem „Drei-Jahres-Schlüssel“ nicht, zu den zugestandenen zehn Plätzen für den Süden und Südwesten zu gehören. In 36 Ligaspielen hatte Aumeier für die Moselelf zehn Tore erzielt.
Seine letzte Station in der 2. Bundesliga verbrachte er 1981/82 bei der SpVgg Bayreuth. Erwin Hermandung war mit ihm nach Oberfranken zu den Schwarzgelben gewechselt. Die besten Jahre waren in Bayreuth aber vorbei, die jahrelang herausragenden Leistungsträger Wolfgang Breuer und Manfred Größler konnten altersbedingt nicht mehr vorangehen und die Spielvereinigung stieg als 20. in das Amateurlager ab. Aumeier hatte in 24 Spielen sechs Tore erzielt.

## Stationen
- 1971–1976 1. FC Schweinfurt 05
- 1976–1978 FC Augsburg
- 1978–1979 Eintracht Braunschweig
- 1979–1980 SV Röchling Völklingen
- 1980–1981 Eintracht Trier
- 1981–1982 SpVgg Bayreuth
- 1982–1986 1. FC Schweinfurt 05
- 2011–2012 1. FC 1945 Geldersheim als Trainer

## Einzelnachweis
1. ↑  Harald Aumeier in der Datenbank von fussballdaten.de. Abgerufen am 13. Juni 2024.

| Personendaten    | Personendaten            |
| ---------------- | ------------------------ |
| NAME             | Aumeier, Harald          |
| KURZBESCHREIBUNG | deutscher Fußballspieler |
| GEBURTSDATUM     | 19. Juli 1952            |